# Sony Ericsson W800i
Sony Ericsson (S.E) W800 là điện thoại di động đại diện của dòng họ Walkman Mobile-phones đầu tiên trên thế giới với tên gọi khá ấn tượng, đó là "Nữ hoàng nhạc số".

## Tổng quan
- S.E W800 được tích hợp tính năng Cyber-shot, chụp ảnh với camera có độ phân giải là 2.0mpx.
- Kết nối của W800 có đầy đủ như GPRS, Hồng ngoại, Bluetooth, USB.
- Có hỗ trợ thẻ nhớ StickDuo Pro đến 1 GB
- W800 hỗ trợ xem phim và nghe nhạc đa định dạng (MP4,3GP-video;MP3,AAC)
- W800 còn có thể khiến ta trở thành 1 DJ "chuyên nghiệp" với Music and Video DJ
- Băng tần: GSM 900/1800/1900 (Trial-band)
- Pin chuẩn: Li-Ion (900mAh)